# Kìm

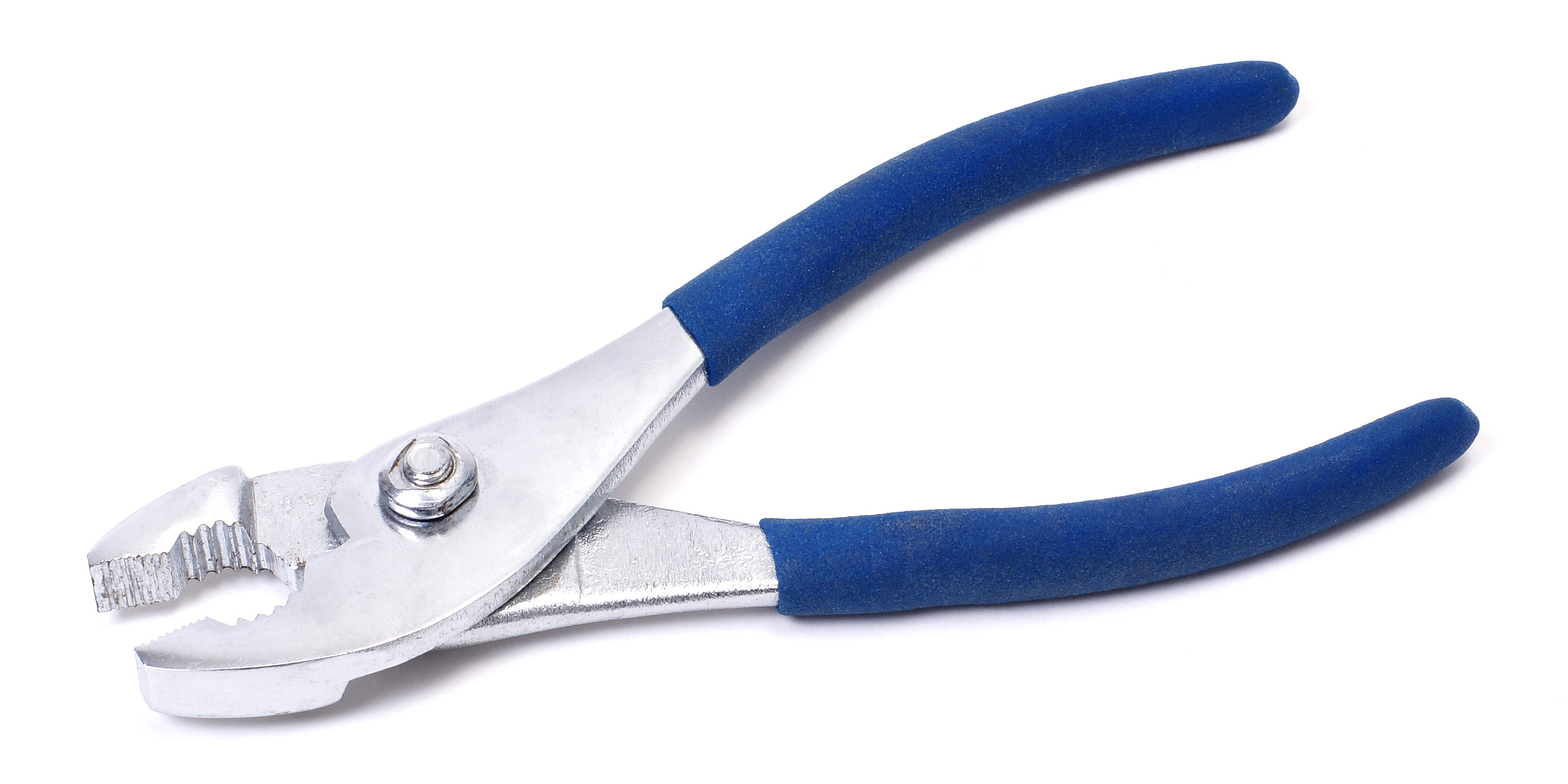
Kìm khớp trượt

Cắt dây bằng kìm cắt

Kìm hay kềm là một dụng cụ cơ khí cầm tay được sử dụng để giữ các đồ vật một cách chắc chắn, có thể được phát triển từ những chiếc kẹp dùng để xử lý kim loại nóng ở Châu Âu thời kỳ đồ đồng. Chúng cũng hữu ích để uốn và ép nhiều loại vật liệu. Nói chung, kìm bao gồm một cặp đòn bẩy loại một bằng kim loại được nối với nhau tại một điểm tựa được đặt gần một đầu của đòn bẩy hơn, tạo ra hai hàm ngắn ở một bên của điểm tựa và hai tay cầm dài hơn ở phía bên kia. Sự sắp xếp này tạo ra một độ lợi cơ học, cho phép lực nắm của bàn tay được khuếch đại và tập trung vào một vật thể với độ chính xác. Hai hàm cũng có thể được dùng để điều khiển các vật quá nhỏ hoặc không thể sử dụng được bằng các ngón tay.
Kìm cắt là một dụng cụ có hình dạng tương tự như kìm nhưng để cắt như kéo chứ không phải để kẹp, kìm cắt có một cặp lưỡi cứng chắc khép lại sát vào nhau chứ không tréo qua nhau như hai lưỡi kéo. Kìm thông thường (để giữ hay bóp) có thể có một cặp lưỡi cắt nhỏ như vậy. Kìm nhổ đinh là một công cụ tương tự như kìm, có một loại đầu khác, được sử dụng để cắt và kéo, chứ không phải là bóp. Loại dụng cụ được thiết kế để xử lý các vật nóng một cách an toàn thường được gọi là kẹp. Công cụ đặc biệt để làm đầu nối dây trong lĩnh vực điện và điện tử thường được gọi là kìm bấm cos hoặc kìm bóp cos; mỗi loại đầu nối dây sử dụng công cụ chuyên dụng của riêng nó.
Có nhiều loại kìm được chế tạo cho các mục đích chung và cụ thể khác nhau.

## Lịch sử

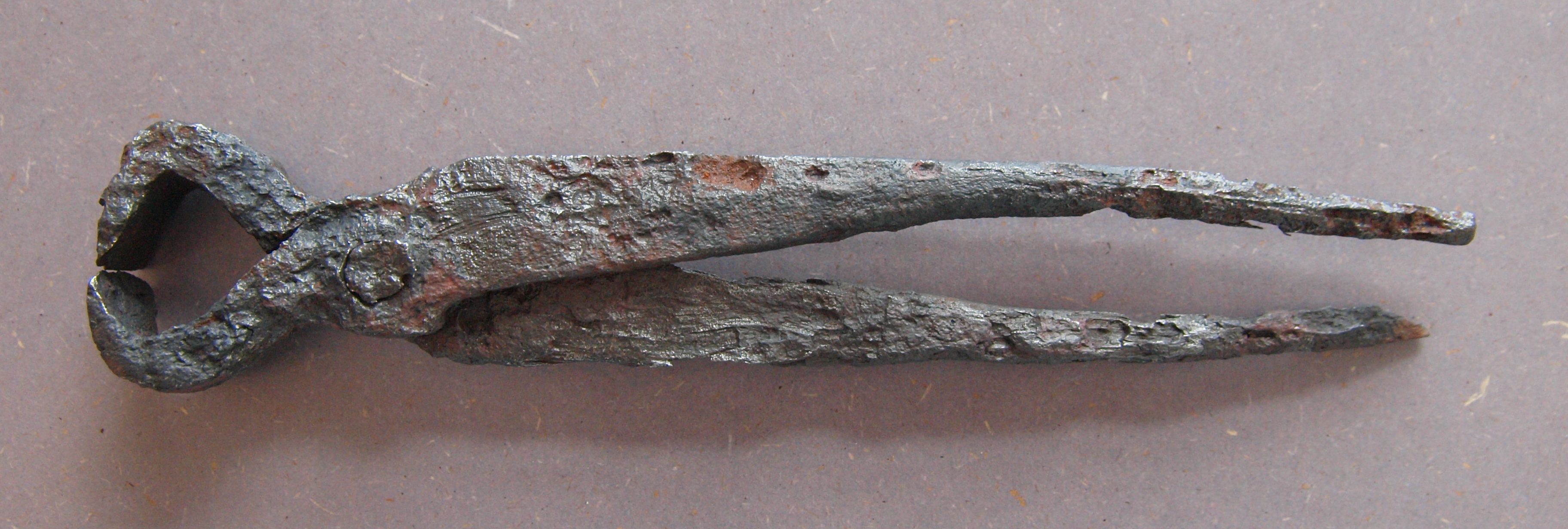
Kìm nhổ đinh thời trung cổ được tìm thấy ở Hamburg-Harburg (thế kỷ 15/16)

Theo nghĩa chung, kìm là một phát minh cổ xưa và đơn giản, không ghi nhận được thời điểm hoặc nhà phát minh nào trong lịch sử. Các quy trình gia công kim loại ban đầu từ vài thiên niên kỷ trước Công nguyên cần các dụng cụ giống như chiếc kìm để xử lý các vật liệu nóng trong quá trình luyện hoặc đúc. Sự phát triển từ kìm gỗ sang kìm đồng có lẽ đã xảy ra vào khoảng trước năm 3000 TCN. Trong số những hình minh hoạ cổ nhất về chiếc kìm là những hình vẽ thần Hy Lạp Hephaestus trong lò rèn của ông. Số lượng các kiểu kìm khác nhau đã tăng lên cùng với sự phát minh ra các vật dụng khác nhau mà chúng được dùng để xử lý: móng ngựa, dây buộc, dây điện, ống dẫn, các linh kiện điện và điện tử.

## Thiết kế
Thiết kế cơ bản của kìm ít thay đổi so với nguyên thủy, gồm ba yếu tố là cặp tay cầm, trục (thường được làm bằng đinh tán) và phần đầu với hàm kẹp hoặc lưỡi cắt.
Vật liệu chính được sử dụng để làm kìm gồm các hợp kim thép với các kim loại như vanadi hoặc crom, để tăng độ bền và chống ăn mòn. Tay cầm bằng kim loại của kìm thường được bọc bằng vật liệu khác để đảm bảo việc cầm nắm tốt hơn; tay cầm thường được cách điện và bổ sung bảo vệ chống điện giật. Các hàm có kích thước và hình dạng khác nhau, từ kìm mũi nhọn tinh tế đến hàm nặng có khả năng tạo nhiều áp lực, từ hàm phẳng cơ bản đến các hình dạng hàm khác nhau chuyên biệt và thường không đối xứng cho các thao tác cụ thể. Các bề mặt thường có gân thay vì nhẵn để giảm thiểu trượt.
Một công cụ giống như kìm được thiết kế để cắt dây điện thường được gọi là kìm cắt. Một số kìm dùng cho công việc điện có hai lưỡi dao cắt dây được lắp vào hàm hoặc trên tay cầm ngay sát trục.
Trong trường hợp cần thiết để tránh làm trầy xước hoặc làm hỏng vật cần gia công, chẳng hạn như trong sửa chữa đồ trang sức và nhạc cụ, người ta sử dụng kìm có một lớp vật liệu mềm hơn như nhôm, đồng thau hoặc nhựa trên mặt hàm.

## Công thái học
Nhiều nghiên cứu đã được thực hiện để cải thiện thiết kế của kìm, giúp chúng dễ sử dụng hơn trong những trường hợp thường xuyên khó khăn (chẳng hạn như không gian hạn chế). Ví dụ, tay cầm có thể được uốn cong để tải trọng tác dụng của tay thẳng hàng với cánh tay chứ không phải lệch một góc, do đó giảm mỏi cơ. Nó đặc biệt quan trọng đối với những công nhân nhà máy sử dụng kìm liên tục và ngăn ngừa hội chứng ống cổ tay.

## Các loại

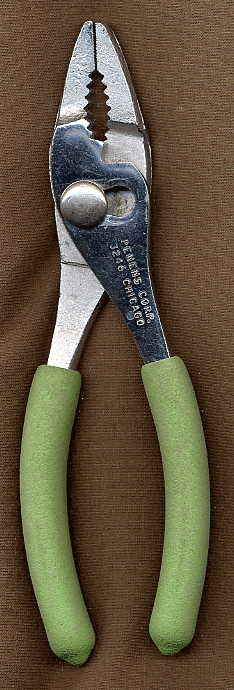
Kìm khớp trượt
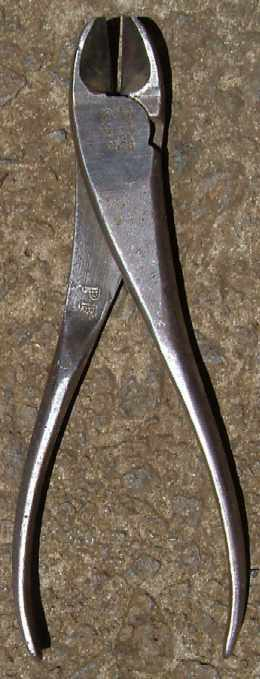
Kìm cắt
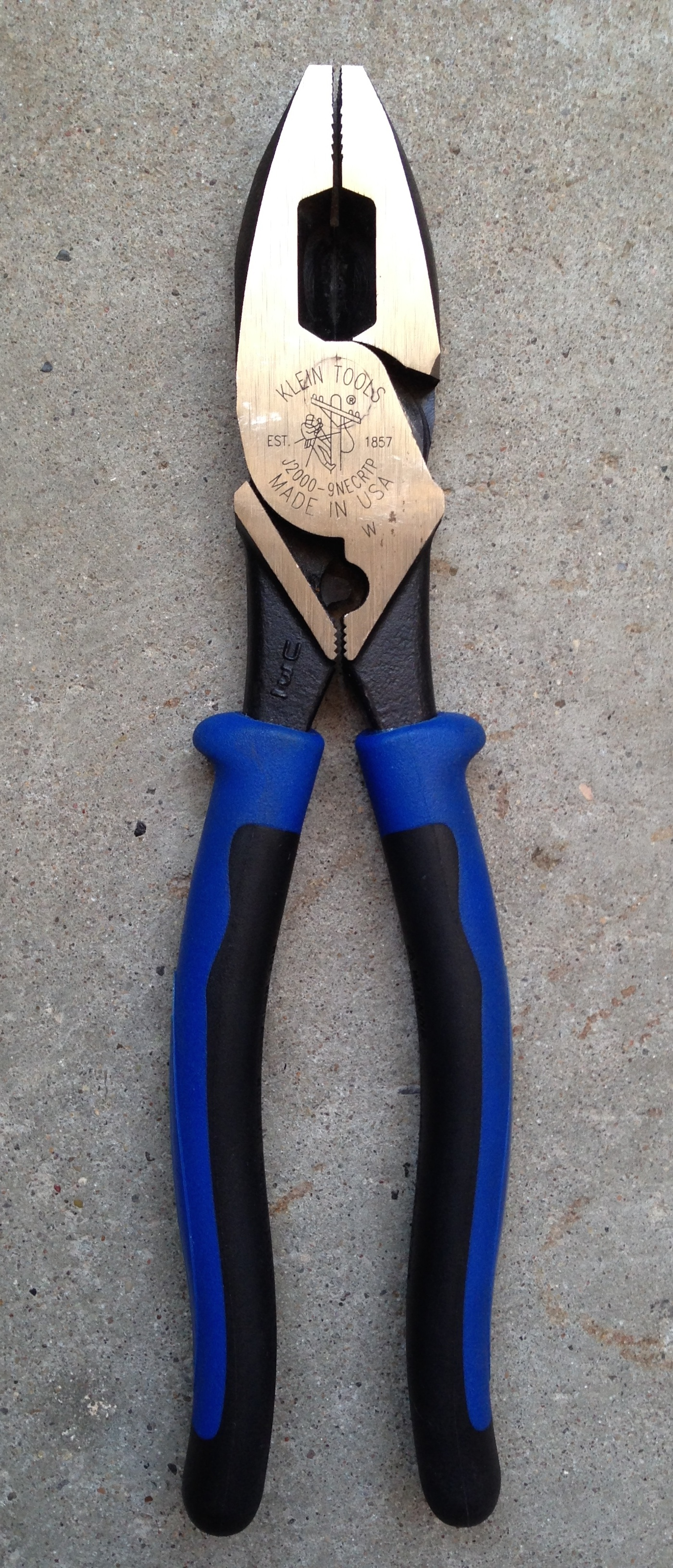
Kìm đa năng hay kìm điện
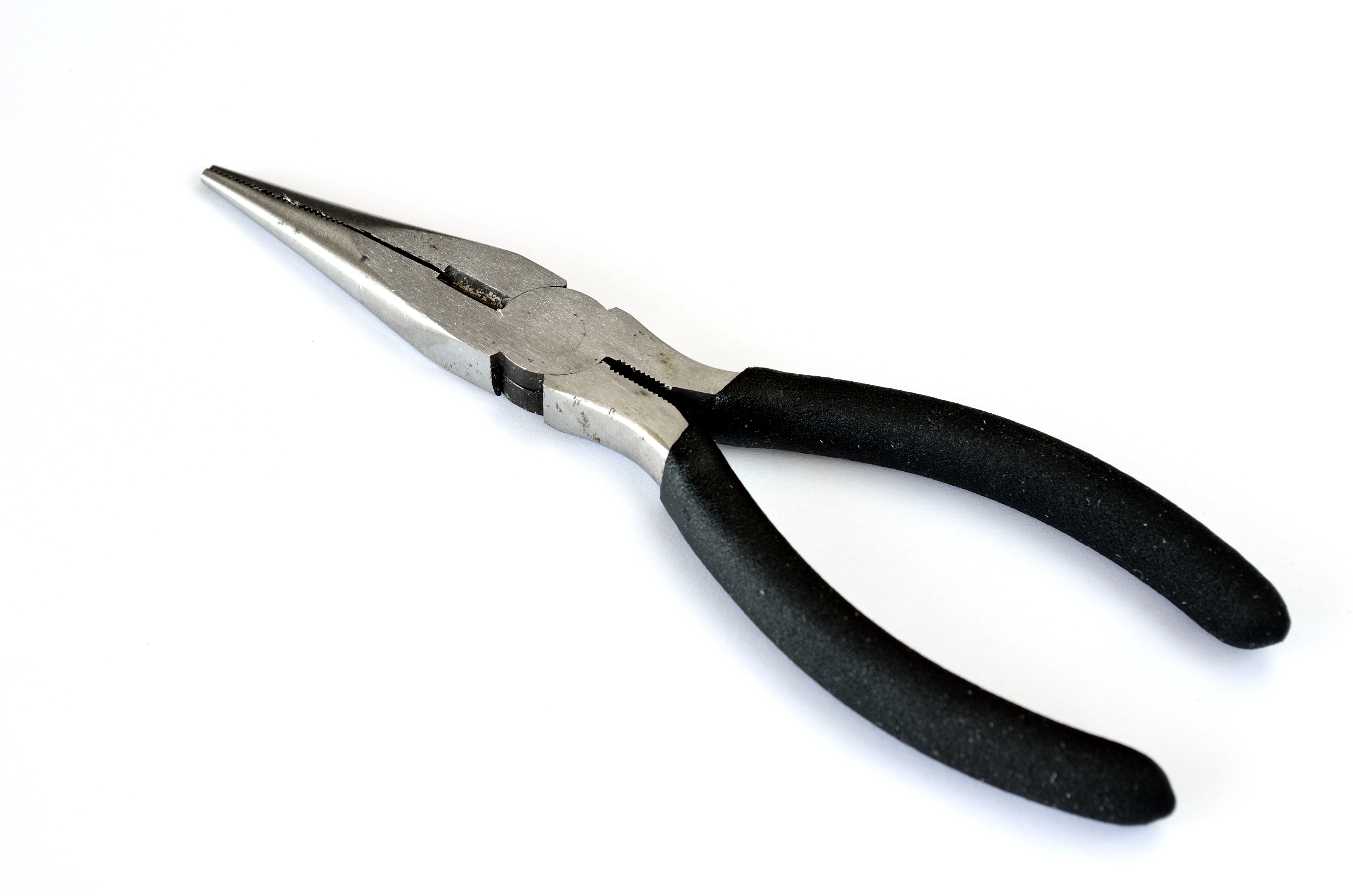
Kìm mũi nhọn
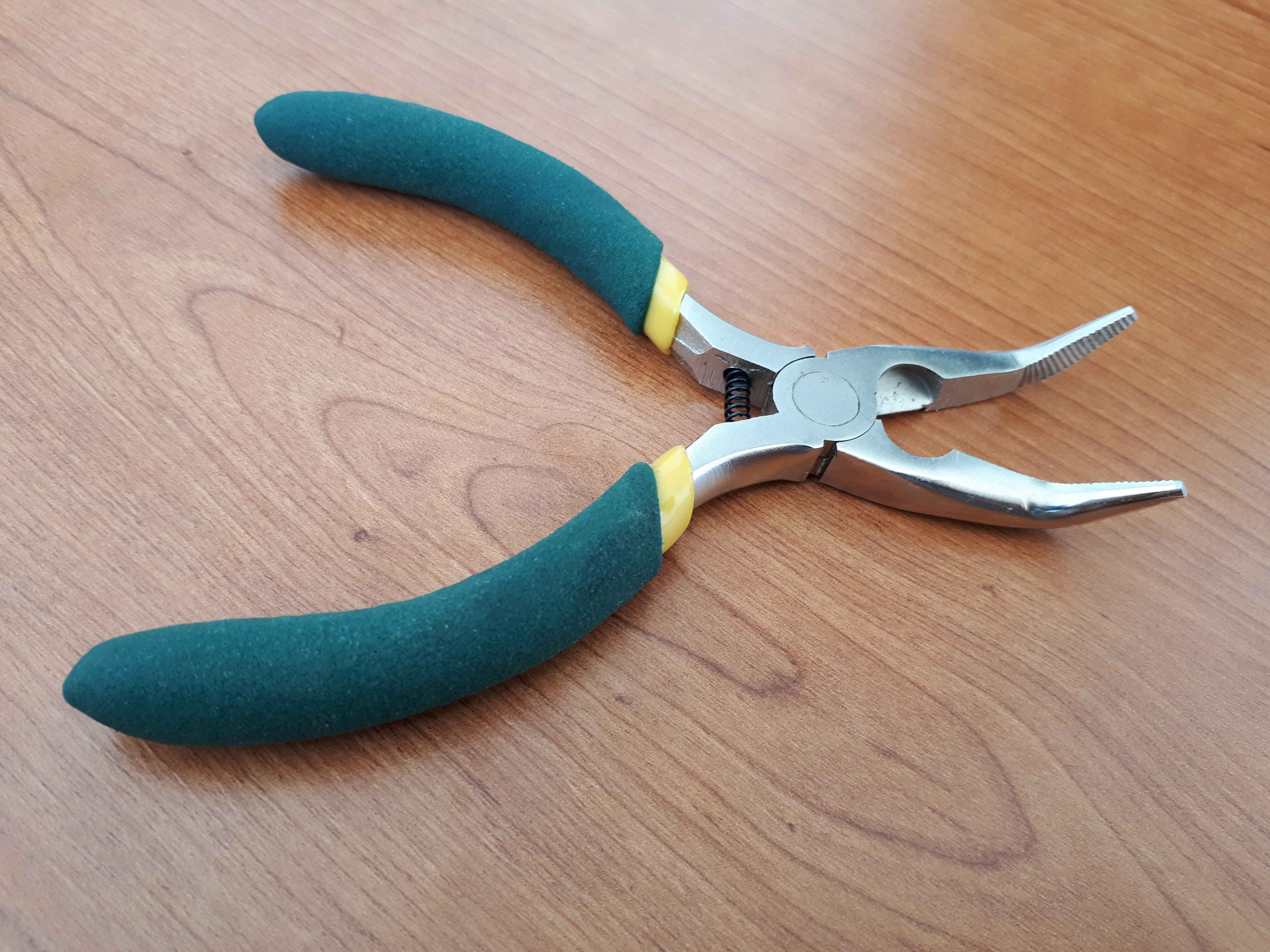
Kìm mũi cong
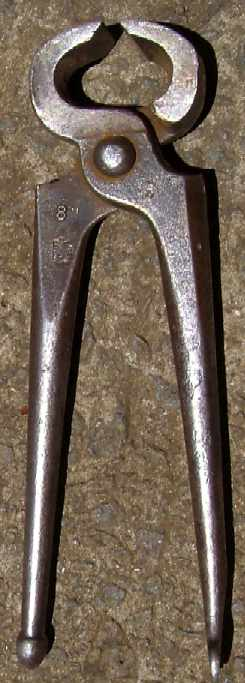
Kìm nhổ đinh
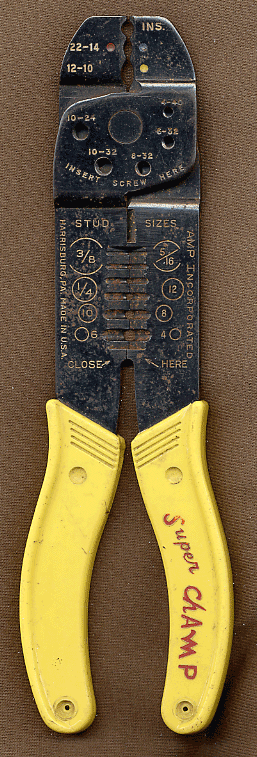
Kìm tuốt dây điện và bấm cos
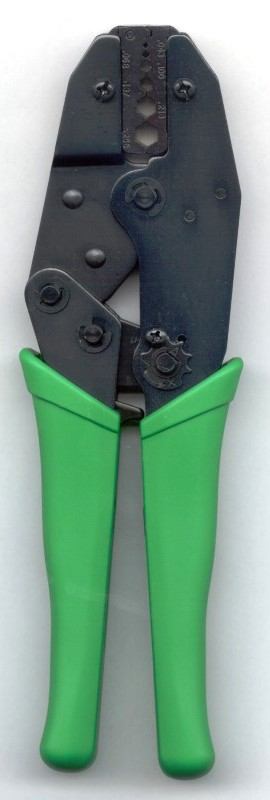
Kìm bấm các đầu nối loại N, R-SMA, TNC cho cáp đồng trục RG174, RG58 và HDF/LMR200
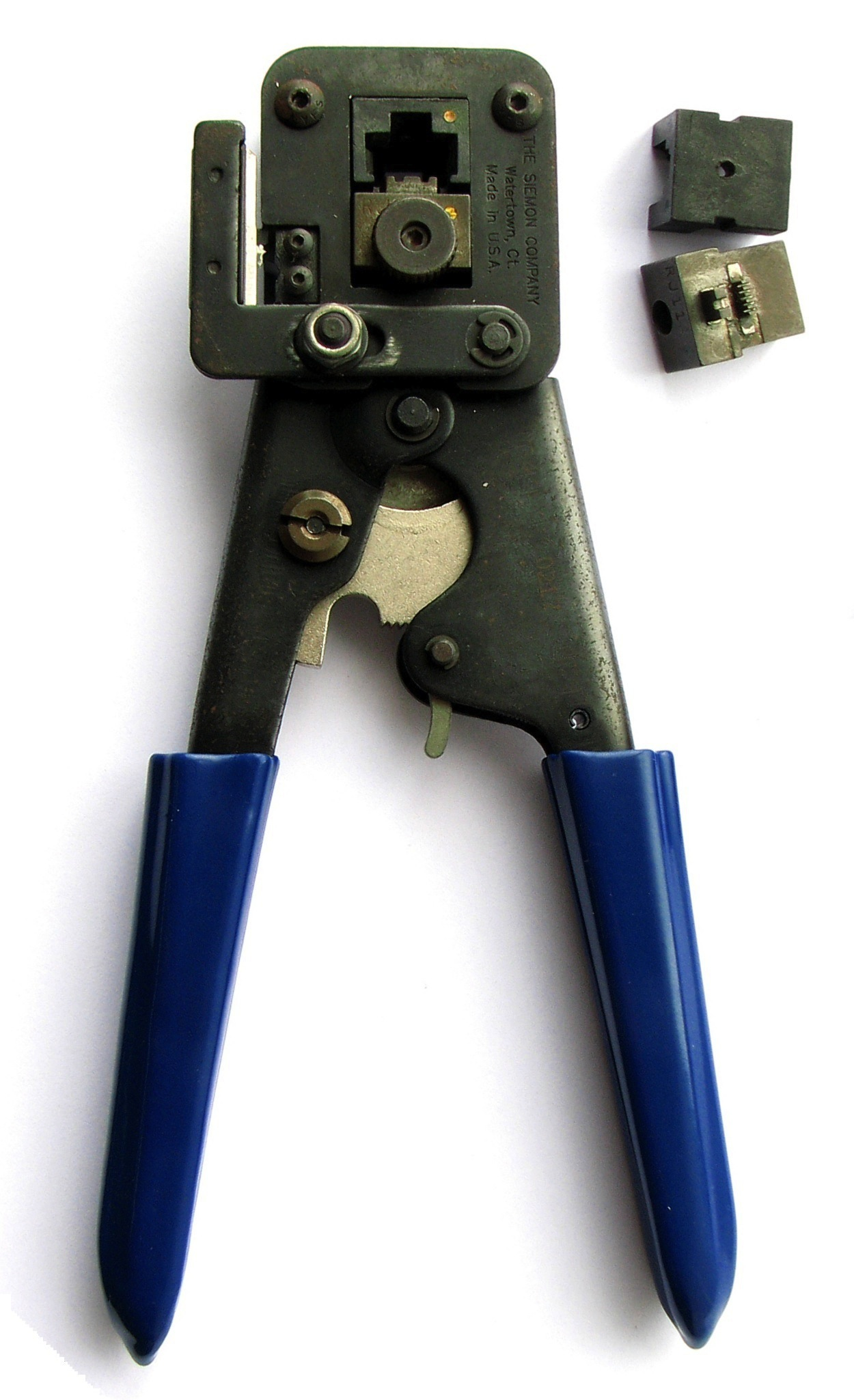
Kìm bấm cos modular connector hạng nặng có hàm thay đổi cho các cỡ đầu RJ
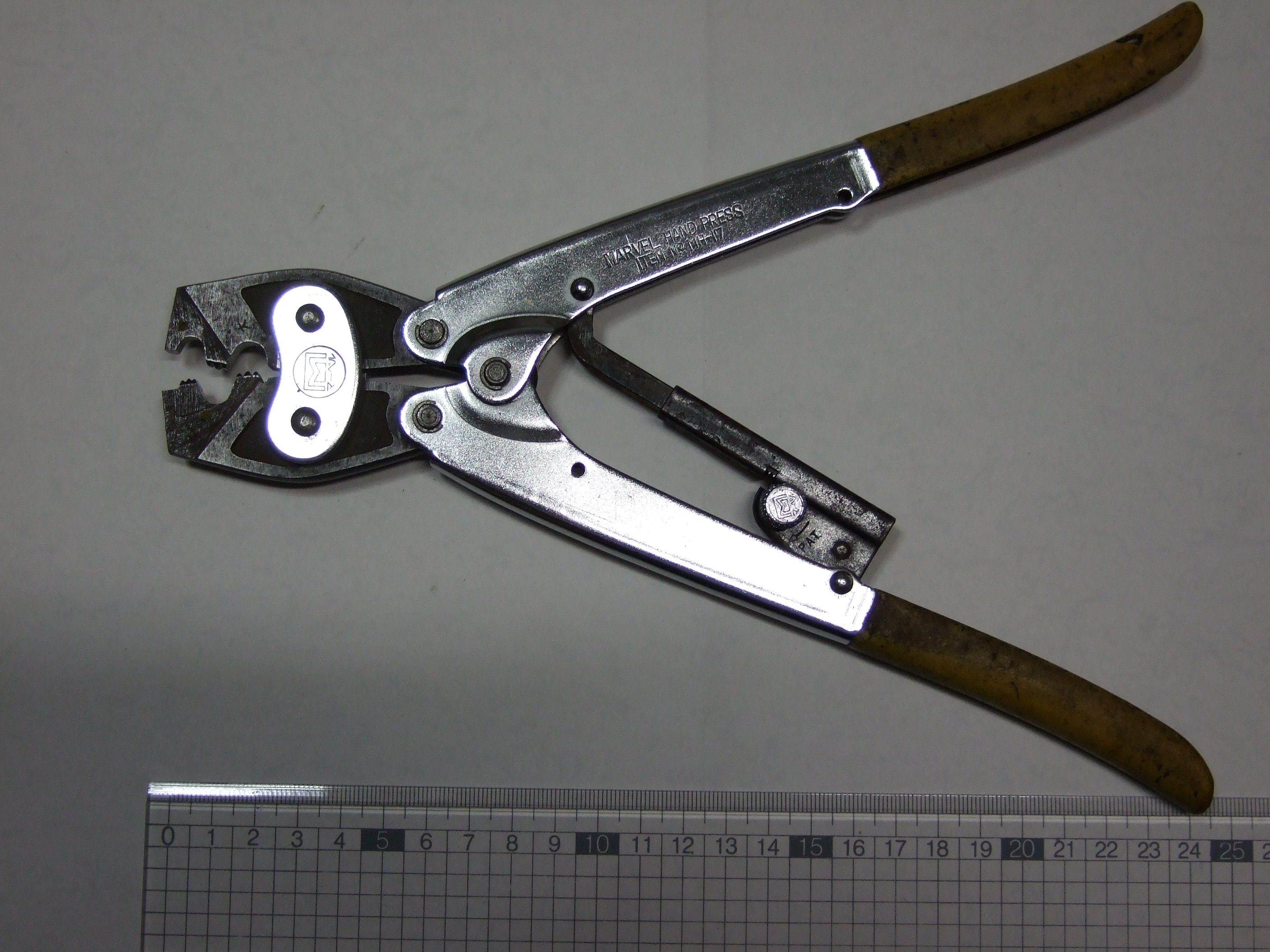
Kìm bấm đầu dây
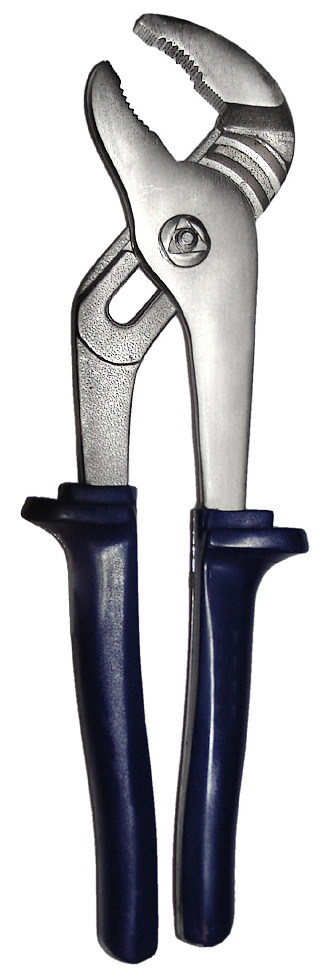
Kìm ống nước
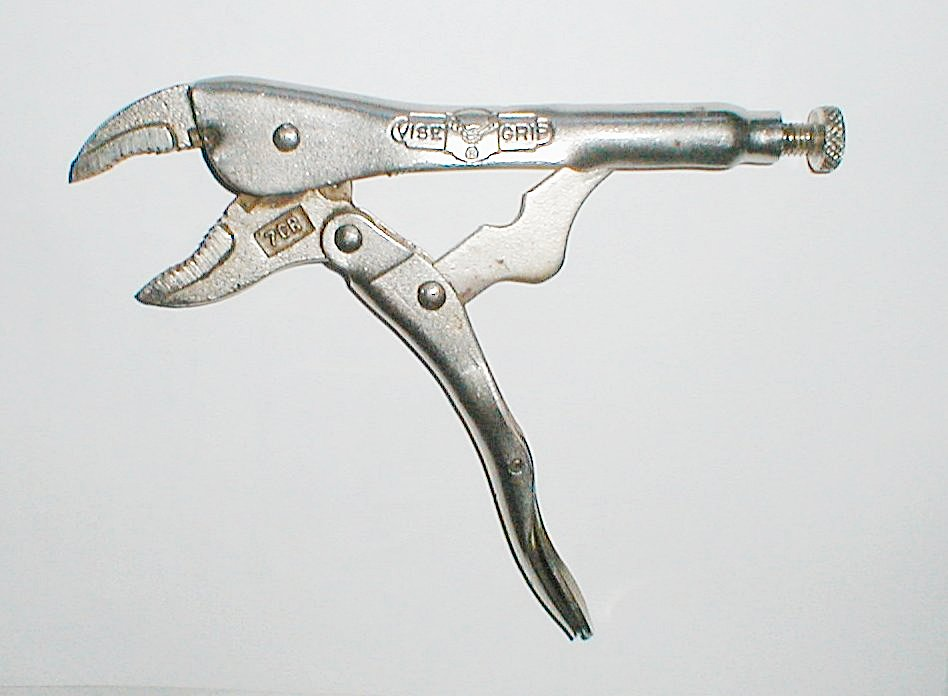
Kìm bấm chết
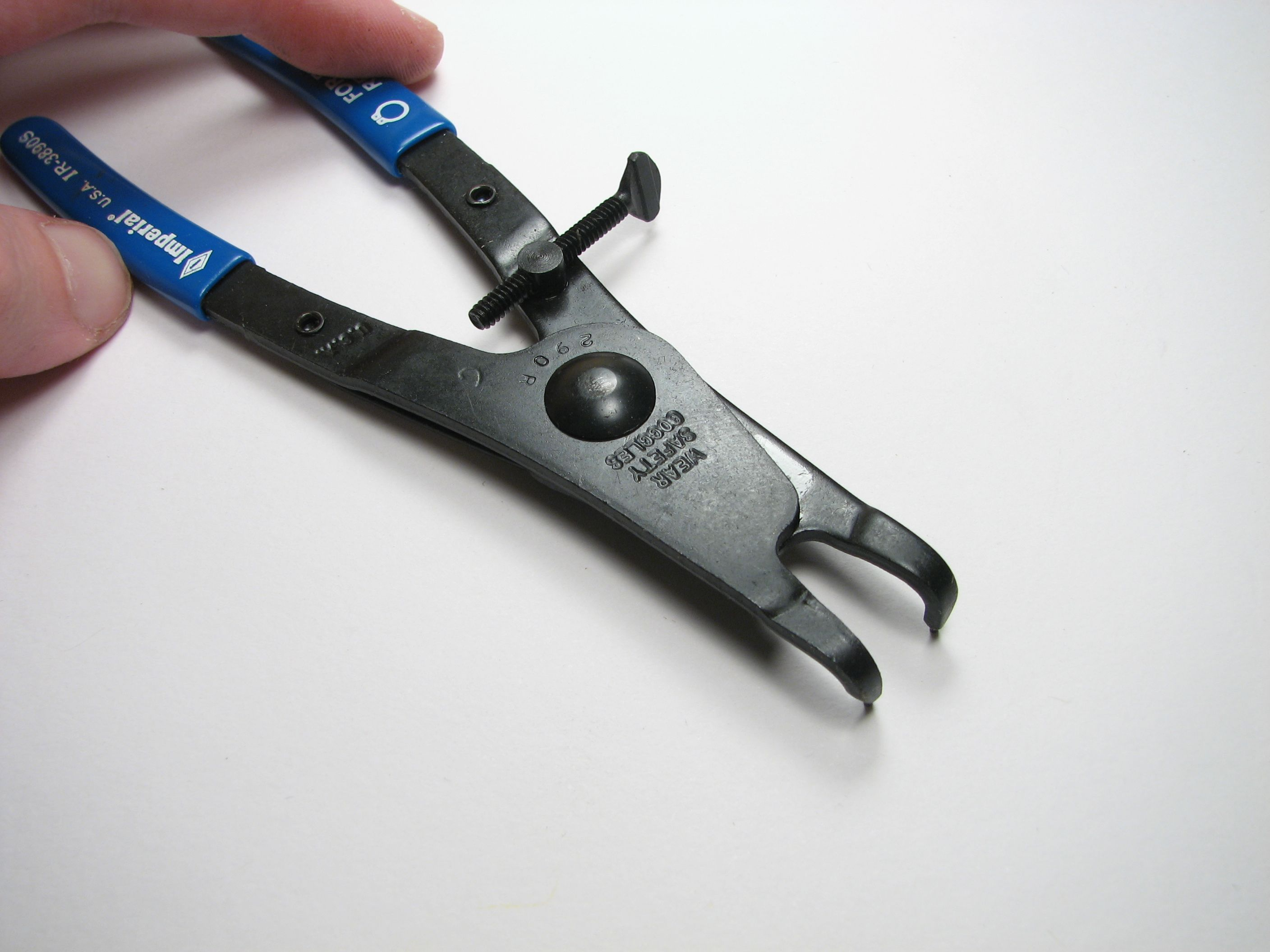
Kìm Circlip để gắn và tháo retaining ring
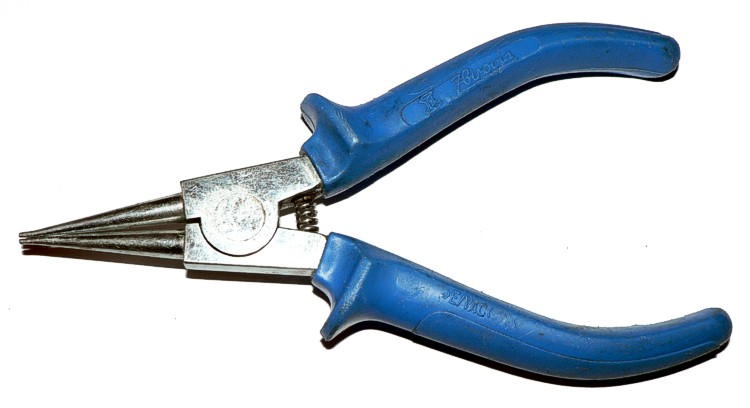
Kìm mũi tròn, để uốn vòng tròn trên dây
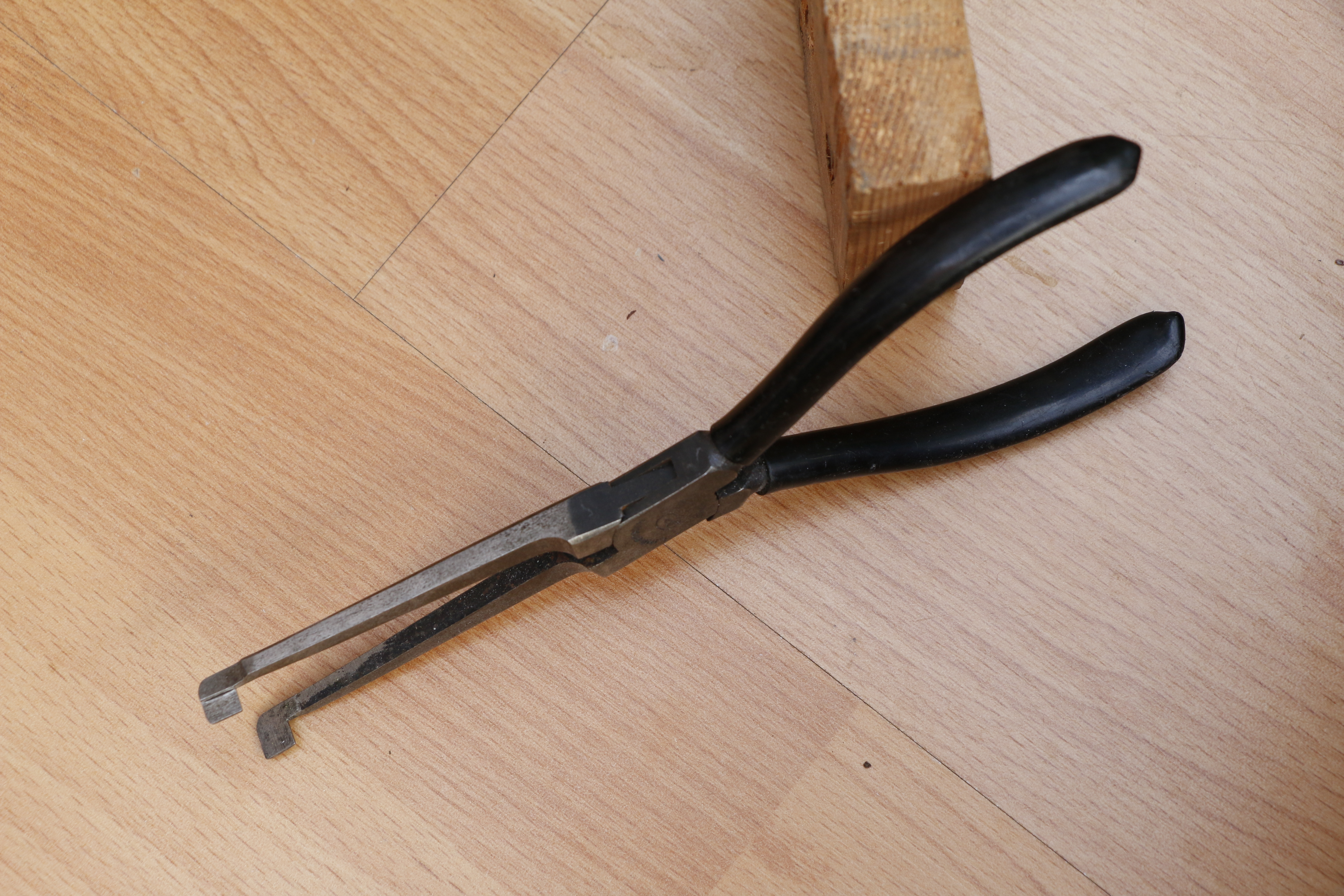
Kìm cần gạt nước để chỉnh cần gạt nước
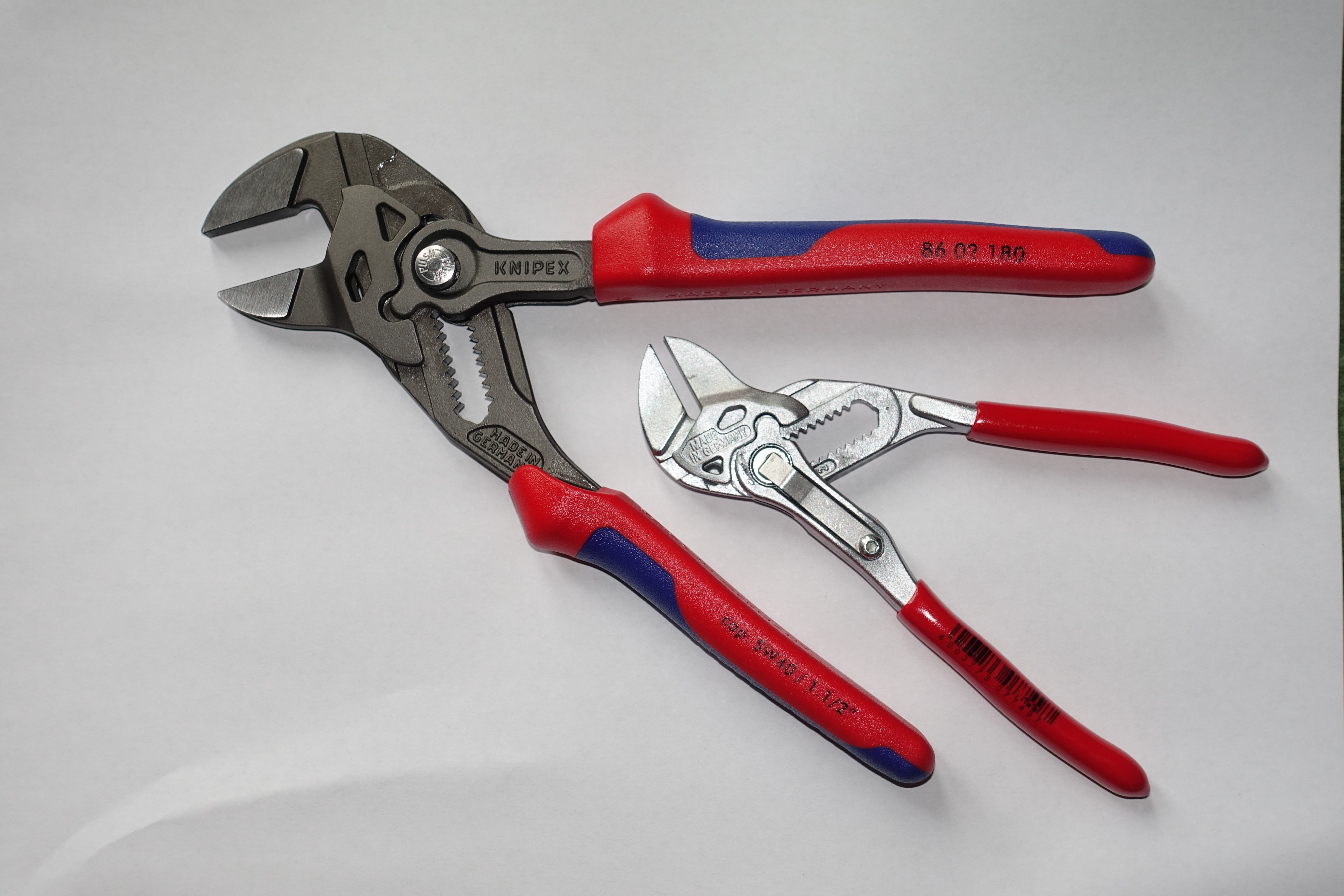
'Kìm mỏ lết' có tay nắm luôn song song, dễ nắm